# Java Secure Socket Extension
Java Secure Socket Extension (JSSE) ist eine Java-Programmierschnittstelle (API) für Transport Layer Security (TLS/SSL). Es handelt sich um einen Standardbestandteil der Java Standard Edition ab Version 1.4, der Funktionalitäten zur Verfügung stellt, die zur sicheren Kommunikation benötigt werden. Bei älteren Java-Versionen können ergänzende JSSE-Bibliotheken in den Klassenpfad aufgenommen werden. JSSE unterstützt SSL 3.0 und TLS 1.2. Es dient der Verschlüsselung, Client- und Server-Authentifizierung sowie der Datenintegrität. Durch seine reine Java-Implementierung lässt es sich leicht in eigene Java-Programme integrieren. Neben der Implementierung der Algorithmen des API enthält das JSSE auch Tools (zum Beispiel zum Anlegen eines Keystores).

## Einsatz
- Web Services Interoperability Technology (WSIT)